# Турн-и-Таксис, Карл Август
Карл Август Турн-и-Таксис (нем. Karl August Joseph Maria Maximilian Lamoral Antonius Ignatius Benediktus Valentin Fürst von Thurn und Taxis; 23 июля 1898, Гаратсхаузен, Королевство Бавария — 26 апреля 1982, Регенсбург, Бавария) — 10-й князь Турн-и-Таксис с 1971 года до своей смерти.

## Биография
Карл Август был третьим сыном и ребёнком Альберта, 8-го принца Турн-и-Таксис, и его супруги Маргариты Клементины Австрийской. Он учился в Вюрцбургском университете.
18 августа 1921 года Карл Август женился на принцессе Марии Анне Браганса, дочери принца Мигела Брагансского и принцессы Марии Терезы Лёвенштейн-Вертгейм-Розенбергской. Свадьба состоялась в замке Таксисов. В браке родилось четверо детей:
- Клотильда Турн-и-Таксис (1922—2009), вышла замуж за принца Ханса-Морица Лихтенштейнского (1914—2004), сына принца Альфреда Романа Лихтенштейнского (1875—1930); у них семеро детей, пять сыновей и две дочери;
- Мафальда Турн-и-Таксис (1924—1989) вышла замуж за принца Франца фон Ассиси  Турн-и-Таксиса (1915—1997), сына принца Эриха фон Турна и Таксиса (1876—1952); дочь Дарья Мария Турн-и-Таксис
- Иоганнес (1926—1990) — отец нынешнего главы дома Турн-и-Таксис принца Альберта;
- Альберт (1930—1935).

После свадьбы Карл Август и его жена проживали в Гут-Хёфлинге в Регенсбурге, где он управлял сельскохозяйственными наделами семьи в соседнем Бургвайнтинге. Будучи убеждённым противником нацизма, Карл Август запретил своим детям вступать в Гитлерюгенд. В 1944—1945 годах Гестапо держало Карла Августа в заключении из-за антигитлеровских высказываний.
На момент смерти своего старшего брата Франца Иосифа в 1971 году Карлу Августу было 73 года. Став главой дома, он модернизировал сельскохозяйственные и лесные владения семьи, построил дома для своих рабочих и служащих. Кроме того, он поддерживал сохранение культурно-исторического наследия дома Турн-и-Таксис. Карл Август восстановил внутренние убранство аббатства Святого Эммерама, а также отреставрировал гобелены XVII и XVIII веков. После своей смерти 26 апреля 1982 года Карл Август был похоронен в часовне аббатства Святого Эммерама.